# Nouveau Parti (Grèce)
Le Nouveau Parti (grec moderne : Νεωτεριστικόν Κόμμα) était un parti politique libéral fondé en 1873 par Charílaos Trikoúpis. Il exista jusqu'en 1910.
Le Nouveau Parti était un parti d'obédience libérale, dont le programme était la modernisation (l'occidentalisation) du pays.
Les partisans de Charílaos Trikoúpis au parlement grec se regroupèrent au printemps 1875 permettant à leur leader de devenir Premier ministre de Grèce. Cependant, le mouvement fut battu aux législatives de 1875 ne recueillant que 25 des 190 sièges. Pour celles de 1879, il était inclus dans la coalition de l'« opposition unie ». Il remporta les élections de 1881 avec 125 des 245 sièges, permettant à Charílaos Trikoúpis de devenir Premier ministre.
Aux élections suivantes, avec 40 des 245 sièges, il laissa la place au Parti nationaliste de Theódoros Deligiánnis. L'alternance eut lieu aux élections de 1887 (90 des 150 sièges) avec un retour au pouvoir de Trikoupis, évincé en 1890 (15 des 150 sièges). Il en fut de même ensuite : aux législatives de 1892, le Nouveau parti revint au pouvoir avec 160 des 207 sièges puis laissa la place (20 des 207 sièges) au Parti nationaliste lors des législatives de 1895.
Après la mort de Trikoupis en 1896, la direction du parti fut prise par Geórgios Theotókis. Le parti, qui se réclamait encore de l'héritage de Trikoupis remporta 110 des 235 sièges aux législatives de 1899. Grâce à une coalition, Theotókis devient premier ministre. Il laissa la place après les législatives de 1902 (70 des 235 sièges) au Parti nationaliste. Les législatives de 1905 furent aussi perdues (53 des 235 sièges). En 1906, le Nouveau parti remporta sa dernière victoire (entre 112 et 114 sièges sur 177, des élus ayant changé de groupe parlementaire). Pour les législatives suivantes, le parti avait disparu, absorbé dans le Parti libéral d'Elefthérios Venizélos.